# Храм Лазурных Облаков
Храм Лазурных Облаков (кит. упр. 碧云寺, пиньинь Bìyún Sì, палл. Биюнь сы) — буддистский храм в северо-западной части Пекина, Китай, приблизительно в 20 км от центра города.
Храм был построен в XIV веке (предположительно в 1331 году), во времена династии Юань. В 1748 году его заметно расширили и частично перестроили.
Храм расположен на шести террасах различного уровня на высоте 100 м и славится искусной декорацией. В храм включили мемориальный зал Сунь Ятсена, который ныне находится в центре храмового комплекса. Другие важные постройки — Зал Архатов и пагода Ваджрасана.

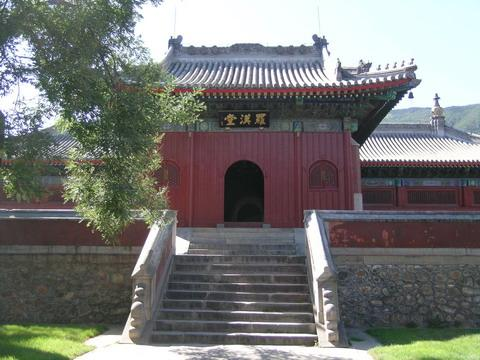

Внутри мемориального зала лежит пустой кристальный гроб, подаренный СССР в 1925 году. (Сунь Ятсена похоронили в Нанкине). Фото, автографы, книги и статуи Сунь Ятсена демонстрируются на экранах слева и справа от саркофага.
В зале архатов находятся 512 статуй, включая 500 деревянных архатов, 11 бодхасттв и статуя Цзи Гуна (знаменитый монах). Статуи яркие, в натуральную величину, в разных позах, с разным выражением лиц. По легенде, две статуи изображают императоров Канси и Цяньлуна династии Цин (1644—1911). На станах изображения с персонажами в натуральную величину.
Высочайшее здание храма — пагода Ваджрного Трона (Ваджрасана). С этой 35-метровой, искусно украшенной башни, открывается чудесный вид на Западный Пекин..

## Литература

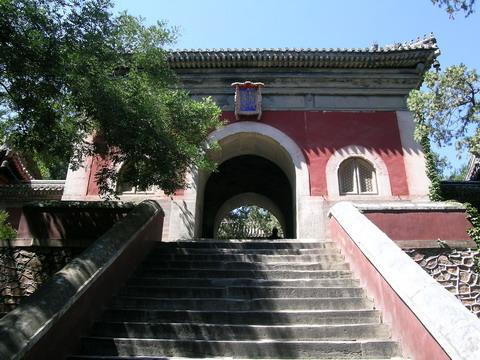
Вход в Храм

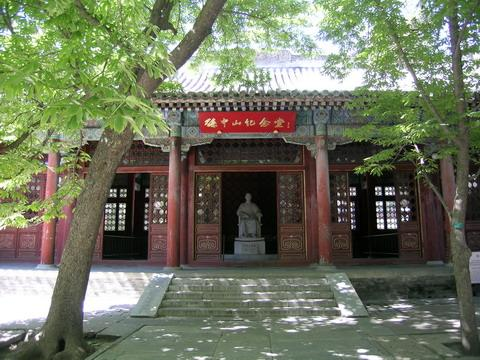
Мемориальный зал Сунь Ятсена

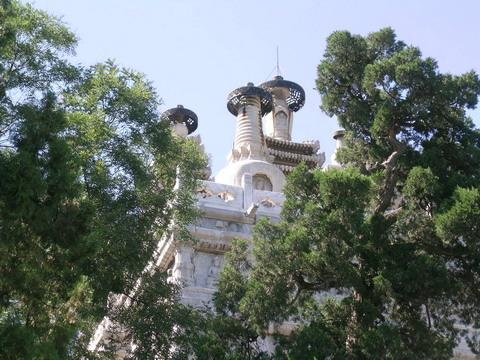
Пагода Ваджрасана

## Постройки
- Врата
- Зал Колокала
- Зал Великого Героя (эпитет Будды)
- Зал Бодхисаттв
- Мемориальный зал Сунь Ятсена
- Зал Архатов
- Двор с источником
- Ваджрасана пагода